# Olijfgeel kruikje
Het olijfgeel kruikje (Tubeufia cerea) is een schimmel behorend tot de familie Tubeufiaceae. Het komt voor bij loofbomen en struiken.

## Kenmerken
De ascomata perithecia zijn bolvormige tot subbolvormige structuren van ongeveer 165 tot 200 µm lang en 110 tot 240 µm breed, meestal met een diameter van ongeveer 140 µm. Ze zijn geelachtig tot lichtbruin van kleur, met een donkerder centrale papil. Het peridium, de buitenste laag van de perithecium, is 20-35 µm dik en bestaat uit cellen van ongeveer 8,5 µm breed. 
De asci 8-sporig, cilindrisch tot knotsvormig en ongeveer 60-95 µm lang. Ze gerangschikt in bundels. De pseudoparafysen, dunne filamenten die tussen de asci liggen, zijn ongeveer 1-1,5 µm breed. De ascosporen zijn hyaliene, langwerpig en 35-45 µm lang. Ze hebben 7-10 septa en zijn voorzien van kleine druppeltjes, enigszins taps toelopend aan de uiteinden.

## Verspreiding
In Nederland komt het olijfgeel kruikje matig algemeen voor.